# František Kunzo
František Kunzo (né le 17 septembre 1954 à Spišský Hrušov) est un footballeur international tchécoslovaque. Il participe aux Jeux olympiques d'été de 1980, remportant la médaille d'or avec la Tchécoslovaquie.

## Biographie

### En club
František Kunzo joue principalement en faveur du Dukla Banská Bystrica et du Lokomotíva Košice.

### En équipe nationale
Il participe avec l'équipe olympique aux Jeux olympiques d'été de 1980. Lors du tournoi olympique, il joue quatre matchs.

## Palmarès

### équipe de Tchécoslovaquie
- Jeux olympiques de 1980 :
  -  Médaille d'or.

### Lokomotíva Košice
- Coupe de Tchécoslovaquie :
  - Finaliste : 1985.
- Coupe de Slovaquie :
  - Vainqueur : 1985.

### Dukla Banská Bystrica
- Coupe de Tchécoslovaquie :
  - Finaliste : 1981.